# Sønder Vium Sogn
Sønder Vium Sogn er et sogn i Skjern Provsti (Ribe Stift).
I 1800-tallet var Sønder Vium Sogn anneks til Hemmet Sogn. Begge sogne hørte til Nørre Horne Herred i Ringkøbing Amt. Hemmet-Sønder Vium sognekommune blev ved kommunalreformen i 1970 indlemmet i Egvad Kommune, der ved strukturreformen i 2007 indgik i Ringkøbing-Skjern Kommune.
I Sønder Vium Sogn ligger Sønder Vium Kirke.
I sognet findes følgende autoriserede stednavne:
- Esbøl (bebyggelse)
- Galgebjerg (bebyggelse)
- Hermansgårde (bebyggelse)
- Storgårde (bebyggelse)
- Sønder Vium (bebyggelse)
- Tinghede (bebyggelse)
- Vejrup (bebyggelse)
- Vejrupsø Hede (areal, ejerlav)
- Viumgård Mark (bebyggelse)
- Østerhede (bebyggelse)